# Premio Linus Pauling
Il Premio Linus Pauling è un premio annuale assegnato dall'American Chemical Society per la chimica. Il premio è stato conferito per la prima volta nel 1966 e prende il nome da Linus Pauling.

## Vincitori
- 1966 - Linus Pauling
- 1967 - Manfred Eigen
- 1968 - Herbert C. Brown
- 1969 - Henry Eyring
- 1970 - Harold C. Urey
- 1971 - Gerhard Herzberg
- 1972 - E. Bright Wilson
- 1973 - E. J. Corey
- 1974 - Roald Hoffmann
- 1975 - Paul Doughty Bartlett
- 1976 - F. Albert Cotton
- 1977 - John A. Pople
- 1978 - Dudley Herschbach
- 1979 - Daniel E. Koshland
- 1980 - John D. Roberts
- 1981 - Henry Taube
- 1982 - George C. Pimentel
- 1983 - Gilbert Stork
- 1984 - John S. Waugh
- 1985 - Harold A. Scheraga
- 1986 - Harry B. Gray
- 1987 - Harden M. McConnell
- 1988 - Keith Ingold
- 1989 - Neil Bartlett
- 1990 - James P. Collman
- 1991 - Rudolph Marcus
- 1992 - Kenneth Wiberg
- 1993 - Richard N. Zare
- 1994 - James A. Ibers
- 1995 - Alexander Rich
- 1996 - Kyriacos C. Nicolaou
- 1997 - Ahmed H. Zewail
- 1998 - Allen J. Bard
- 1999 - Peter B. Dervan
- 2000 - Gábor Arpad Somorjai
- 2001 - Tobin J. Marks
- 2002 - John I. Brauman
- 2003 - Robert H. Grubbs
- 2004 - Martin Karplus
- 2005 - George M. Whitesides
- 2006 - Peter Stang
- 2007 - Jacqueline K. Barton
- 2008 - Thomas C. Bruice
- 2009 - Stephen J. Lippard
- 2010 - Armand Paul Alivisatos
- 2011 - Larry R. Dalton
- 2012 - Robert Cava
- 2013 - Chad Mirkin
- 2014 - Stephen Buchwald
- 2015 - Barry M. Trost
- 2016 - Timothy M. Swager
- 2017 - Christopher C. Cummins
- 2018 - Geraldine Richmond
- 2019 - Catherine J. Murphy
- 2020 - Paul Chirik